# آلپ جنوبی

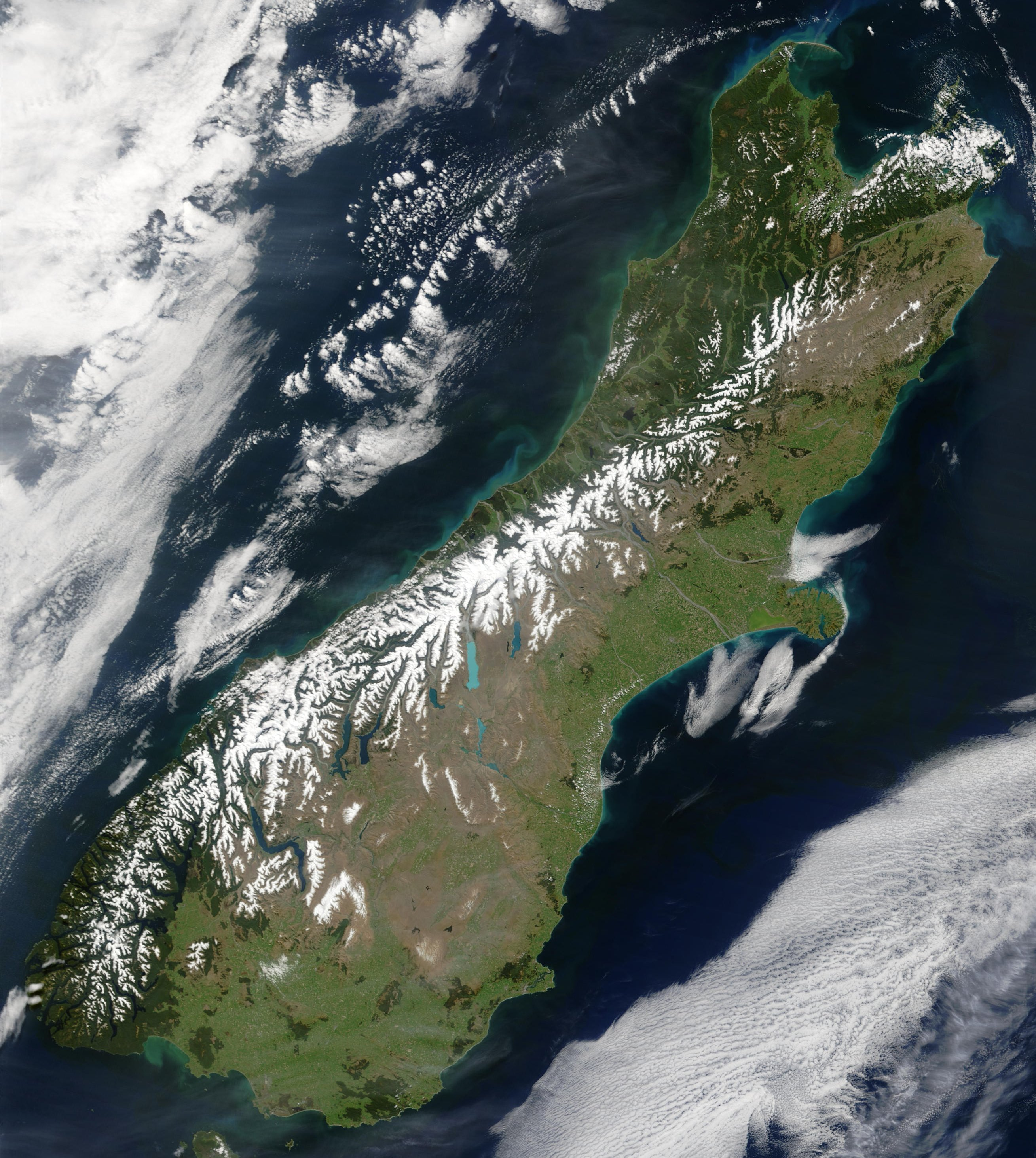
پوشش برف بر روی کوه‌های آلپ جنوبی در تصویر ماهواره‌ای جزیره جنوبی نیوزیلند.

آلپ جنوبی (انگلیسی: Southern Alps) رشته‌کوهی است که در امتداد طولی بخش بزرگی از جزیره جنوبی نیوزیلند گسترده شده و بلندترین ارتفاع آن در ساحل غربی جزیره است. به طور کلی اصطلاح "آلپ جنوبی" به تمام رشته‌کوه گفته می‌شود، هرچند بخش‌های کوچک‌تر این رشته‌کوه دارای نام‌های جداگانه نیز هستند.
خط تقسیم آب اصلی جزیره جنوبی نیوزیلند بر روی این رشته‌کوه قرار دارد که حوضه‌های آبریز نواحی پرجمعیت‌تر شرقی جزیره را از ساحل غربی آن جدا می‌سازد. از نظر سیاسی، خط‌الرأس اصلی کوه‌های آلپ جنوبی مرز بین ناحیه کانتربوری و منطقه ساحل غربی را تشکیل داده است.